# Елизабет Ватхути
Елизабет Ванџиру Ватхути (рођена 1. августа 1995) је кенијска активисткиња за животну средину и климу и оснивачица Иницијативе зелене генерације, која негује младе људе да воле природу и буду еколошки свесни у младости. Засадила 30.000 садница дрвећа у Кенији .
Године 2019. добила је награду за зелену особу године Африке од стране Eleven Eleven Twelve фондације и проглашена је за једну од 100 најутицајнијих младих Африканаца од стране Афричке омладинске награде.

## Образовање
Ватхути је дипломирала на Универзитету Кенијата са дипломом студија животне средине и развоја заједнице.

## Рано детињство и еколошки активизам
Ватхути је одрасла у округу Ниери, који је познат по томе што има највећу покривеност шумама у Кенији. Своје прво дрво посадила је са седам година и основала еколошки клуб у својој средњој школи уз помоћ свог професора географије, који се понудио да буде покровитељ клуба. Била је део руководства Kenyatta University Environmental Club (KUNEC) где је била у могућности да спроводи бројне активности; као што су садња дрвећа, чишћење и образовање о животној средини; све то уз повећање свести о глобалним еколошким изазовима попут климатских промена .
2016. године основала је Green Generation Initiative, са фокусом на неговање више младих ентузијаста за животну средину, практично еколошко и климатско образовање, изградњу отпорности на климу и озелењавање школа. Њен видео „The Forest is a Part of Me “ представио је Global Landscapes Forum (GLF) као део серије Гласови младих у пејзажима.
Добитница је награде Vangari Matai Scholarship за њену изузетну страст и посвећеност очувању животне средине. Ватхути је такође пуноправни члан Покрета зеленог појаса, који је основао покојни професор Вангари Маатаи који је Ватутијев узор и велика инспирација и утицај.

## Награде и признања
- Четврта награда Вангари Матхаи стипендије 2016.[10]
- Green Climate Fund Climate Youth Champion награда 2019[12]
- Награда за зелену личност године Африке за 2019. коју је доделила Фондација Eleven Eleven Twelve.[13]
- 100 најутицајнијих младих Африканаца по избору Africa Youth Awards.[14]
- Међународна награда Дајана (2019)[15]
- UN Young Champions of the Earth Regional finalist for Africa (2019)[16]
- Међународни дан младих 2019. Признање војводе и војвоткиње од Сасекса.[17]
- Удружење блогера Кеније - Награде БАКЕ (2018) за најбољи еколошки блог.[18]